# 신천역 (신천)
신천역(信川驛)은 조선민주주의인민공화국 황해남도 신천군 신천읍에 위치한 은률선의 철도역이다.

## 연혁
- 1921년 11월 16일 : 재령~신천 간 개통과 함께 영업 개시
- 1963년 : 은파~신천 간 표준궤 개궤 공사 완료